# Daniel Fonseca
Daniel Fonseca (d. 17 august 1733, Constantinopole) a fost un agent politic, care a intervenit în treburile politice ale principatelor române în prima jumătate a secolului al XVIII-lea. Un apropiat al lui Nicolae Mavrocordat, a avut un rol însemnat în mazilirea lui Mihai Racoviță și întronarea lui Grigore Ghica.

## Biografie
Daniel Fonseca era la origine evreu din Spania. Împreună cu familia sa a încăput pe mâinile Inchiziției, bunicul și unchiul fiind arși pe rug, iar tatăl său scăpând cu fuga. El a fost obligat să se boteze și cu acest prilej și-a luat prenumele creștin Daniel și patronimul protughez bine cunoscut Fonseca. A fost menit carierei ecleziastice de către Inchiziție, însă s-a ocupat și cu medicina.

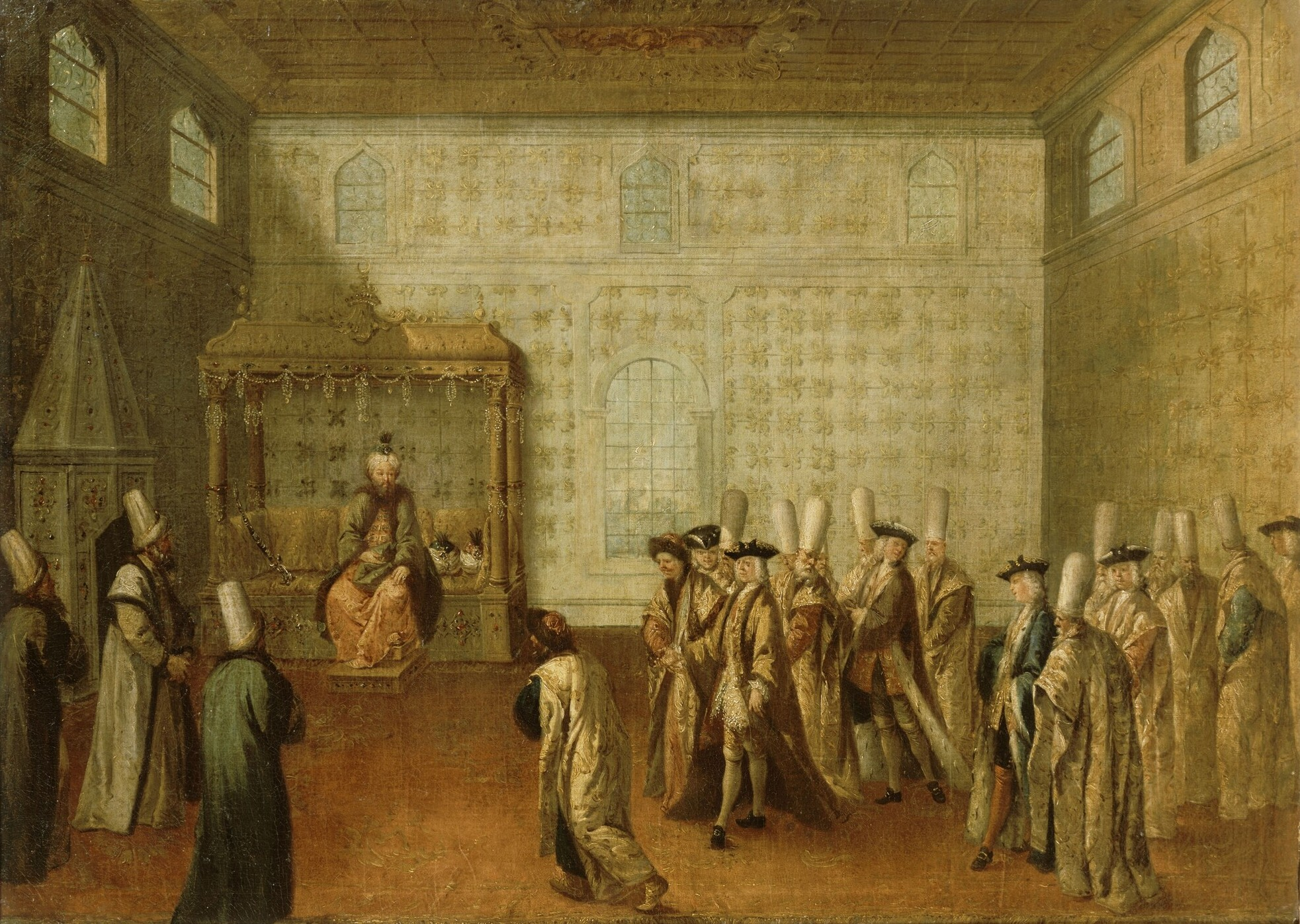
Ahmed al III-lea îl primește pe ambasadorul Charles de Ferriol. Pictură de Jean-Baptiste van Mour, din 1724.

În paralel cu activitatea de preot, a rămas un adept al iudaismului, în momentul când a fost descoperit reușind să fugă în Franța. Acolo și-a găsit grație spiritului și culturii sale protectori influenți, care au intervenit la Ludovic al XIV-lea pentru naturalizarea lui, însă au eșuat. A fost trimis ca medic la ambasada franceză din Constantinopole, unde servea Charles de Ferriol.
Și-a desfășurat la Constantinopole activitatea ca medic al ambasadei franceze de la 1700 până la 1723, când i s-a adăugat oficial și însărcinarea de interpret. Ar fi fost implicat în ajutarea contelui Poniatowsky, trimisul lui Carol al XII-lea pentru a-l convinge pe sultanul otoman să declare război rușilor. Rapoartele internunțiului austriac Wirmond oglindesc nemulțumirea acestuia față de faptul că Fonseca îl ajuta pe Nicolae Mavrocordat să țină legătura cu rebelii unguri din Rodosto.
În 1719 a mers la București, unde s-a aflat în serviciul domnului Nicolae Mavrocordat până în 1722.